# Mezon ρ
Mezon ρ [mezón ro] (oznaka {\displaystyle \rho \,}) je mezon, ki se pojavlja v treh oblikah, ki jih označujemo z {\displaystyle \rho ^{0}\,}, {\displaystyle \rho ^{+}\,} in {\displaystyle \rho ^{-}\,}. Tri oblike so posledica izospinskega tripleta.

## Načini razpada
Mezon {\displaystyle \rho ^{+}\,} lahko razpade na
- π± + π0

Mezon {\displaystyle \rho ^{-}\,} pa razpade v
- π+ + π-

## Pregled mezonov ρ
| ime delca         | oznaka  | antidelec oznaka | kvarki                                                                   | mirovna masa (MeV/c2) | IG | JPC | S | C | B' | srednji življenjski čas (s) | razpad (>5% vseh razpadov) |
| ----------------- | ------- | ---------------- | ------------------------------------------------------------------------ | --------------------- | -- | --- | - | - | -- | --------------------------- | -------------------------- |
| nabiti mezon ρ    | ρ+(770) | ρ-(770)          | {\displaystyle u{\bar {d}}\,}                                            | 775,4±0,4             | 1+ | 1−  | 0 | 0 | 0  | ~4^,5.10-24                 | π± + π0                    |
| nevtralni mezon ρ | ρ0(770) | sam sebi         | {\displaystyle \mathrm {\tfrac {u{\bar {u}}-d{\bar {d}}}{\sqrt {2}}} \,} | 775,49±0,34           | 1+ | 1−  | 0 | 0 | 0  | ~4^,5.10-24                 | π+ + π-                    |